# Biserica de lemn din Lunca

Biserica de lemn din Lunca, judeţul Mureş

Biserica de lemn din Lunca, comuna Lunca, județul Mureș. Nu se cunoaște data la care a fost construită dar se estimează că această biserică a fost edificată în secolul XVIII. Biserica a fost demolată.

## Istoric și trăsături
Planul bisericii era dreptunghiular, absida altarului decroșată, cu 5 fețe. Naosul și pronaosul erau acoperite de același acoperiș în timp ce absida altarului avea un acoperiș separat. Ca elemente de decor, se amintesc brâul ce înconjoară biserica precum și „aripile” de la îmbinările grinzilor. Biserica avea pictură frumoasă. Turn foarte scund, înghițit de restul acoperișului, Coiful turnului avea 8 fețe.